# Kathedrale des Heiligen Gregor des Erleuchters (Bagdad)

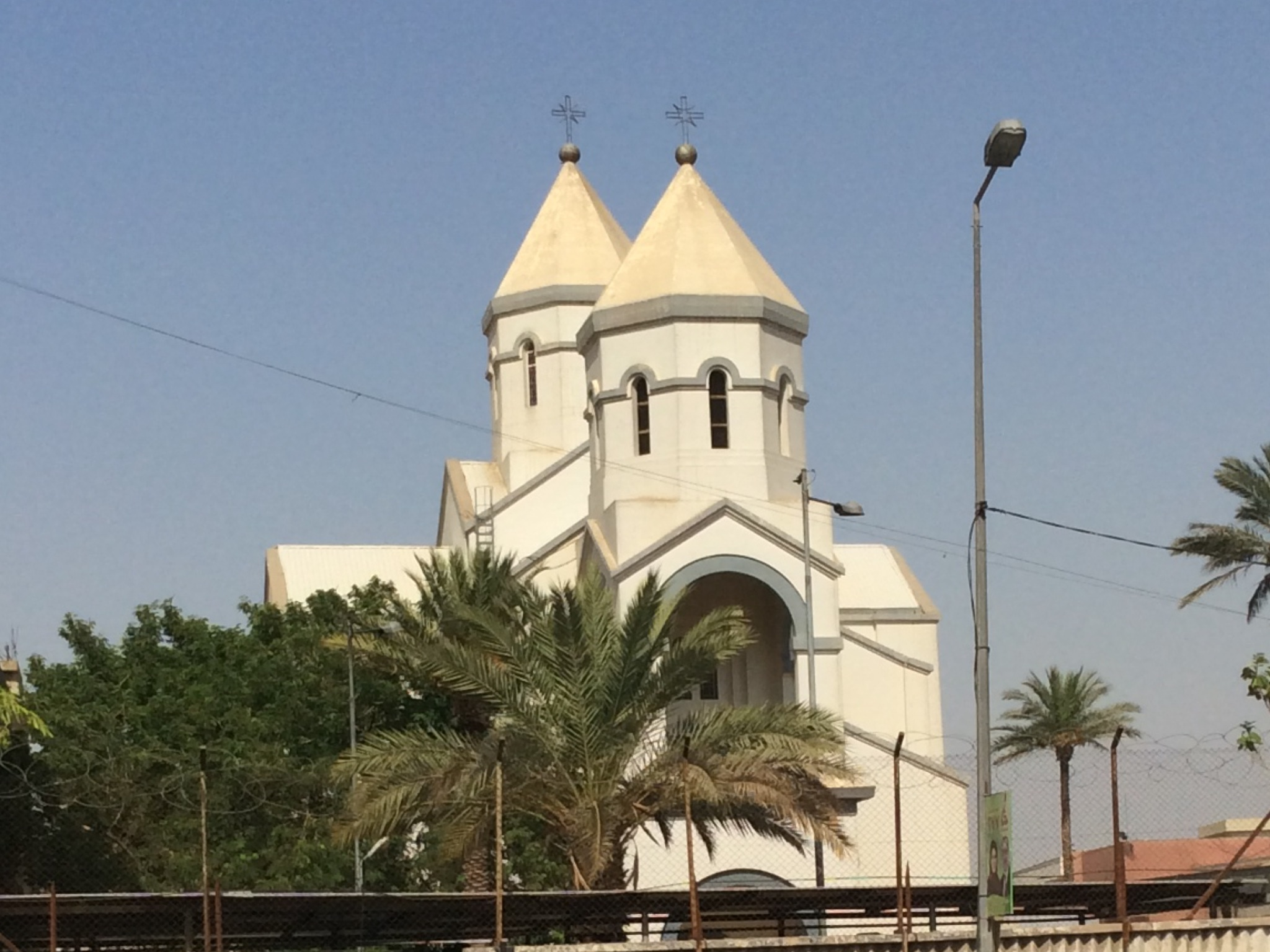
Armenisch-Apostolische Kirche des Heiligen Gregor des Erleuchters in Bagdad, 2014

Die Kathedrale des Heiligen Gregor des Erleuchters (armenisch Սուրբ Գրիգոր Լուսավորիչ մայր եկեղեցի Surb Grigor Lussaworitsch mair jekeghetsi, arabisch كاتدرائية سورب كريكور لوسافوريتش) ist eine Kirche in der irakischen Hauptstadt Bagdad, die im Jahre 1957 geweiht wurde. Sie ist die Kathedrale des Erzbistums Bagdad der Armenischen Apostolischen Kirche.

## Standort
Die Armenisch-Apostolische Kathedrale des Heiligen Gregor des Erleuchters steht im Stadtteil al-Dschadriya (al-Jadriya) von Bagdad, etwa 800 m nordöstlich vom Ufer des Tigris auf 39 m Meereshöhe, rund 100 m südöstlich vom al-Tayran-Platz (ساحة الطيران, „Platz der Luftfahrt“) an der nordöstlichen Seite der Straße al-Nidal (شارع النضال, „Straße des Kampfes“), etwa 500 m nordöstlich vom al-Tahrir-Platz (ساحة التحرير, „Platz der Befreiung“).

## Geschichte
In Bagdad gibt es bereits jahrhundertelang eine armenische Gemeinde, und schon 1639 wurde die alte armenische Kathedrale der Stadt, die auch als Meskenta-Kirche bekannte Kirche der Heiligen Muttergottes (Surp Asdvadzadzin) errichtet, die als älteste (wenn auch 1968 abgerissene und dann neu aufgebaute) Kirche Bagdads gilt.
Nach dem Völkermord an den Armeniern nahm die armenische Bevölkerung in Bagdad durch Flüchtlinge aus der heutigen Türkei stark zu, und es wurde eine größere Hauptkirche benötigt. Die armenisch-apostolische Kathedrale des Heiligen Gregor des Erleuchters wurde in den Jahren von 1954 bis 1957 auf einem großen Grundstück der Armenischen Apostolischen Kirche errichtet, wo sich seit 1904 ein großer armenischer Friedhof befand. Der Bau wurde ermöglicht durch umfangreiche Spenden zweier armenischer Philanthropen, Simon M. Gharibian und Calouste Gulbenkian. Im Laufe der folgenden Jahrzehnte entstanden auf dem Gelände weitere Gebäude der armenischen Kirche, darunter eine Schule und im November 1997 ein Museum.
Die armenischen Gemeinden des Irak profitierten wirtschaftlich und kulturell von den Modernisierungsmaßnahmen des Präsidenten Saddam Hussein, der islamistische Kräfte unterdrücken ließ und unter dessen Regierung 1999 die armenisch-katholische Kathedrale Unserer Lieben Frau von Nareg in Bagdad konsekriert wurde. Die Armenier waren größtenteils loyal zur Regierung, die im Gegenzug alljährlich zu Weihnachten der Bagdader Kathedrale des Heiligen Gregor des Erleuchters zahlreiche Blumen spendete.

## Architektur
Die Armenisch-Apostolische Kathedrale des Heiligen Gregor des Erleuchters ist wie die meisten armenischen Kirchen eine geostete, also mit ihrer einzigen Apsis nach Osten ausgerichtete Kreuzkirche mit einer pyramidenförmigen Kuppel mit achteckigem Grundriss und einem Tambour mit Fenstern. Vor dem Eingang an der Westseite des Gebäudes steht ein dreistöckiger Glockenturm, auf dem sich ebenfalls ein Tambour mit einer pyramidenförmigen Kuppel mit achteckigem Grundriss befindet. Auf beiden Turmspitzen befindet sich jeweils ein metallenes armenisches Kreuz. Das massive Gebäude aus Stahlbeton ist kremig-weiß gestrichen und im unteren Bereich mit ocker- und beigefarbenen Steinen verblendet.

## Bistum und Bischof
Die Armenische Apostolische Kathedrale des Heiligen Gregor des Erleuchters ist Sitz des Bistums Irak der Armenischen Apostolischen Kirche. Zu ihr gehört die Mehrheit der um 2018 noch etwa 10.000 bis 13.000 (vor 2003 rund 25.000) Armenier im Irak, von denen wiederum rund die Hälfte in Bagdad lebt. Prälat der Armenischen Apostolischen Kirche im Irak ist seit April 1980 der 1942 geborene Erzbischof Avak Asadourian (Taufname Vazken).

## Weitere Einrichtungen der armenischen Kathedrale
Auf dem Kirchengelände mit der Kathedrale und dem Friedhof unterhält die Armenische Apostolische Kirche eine Schule, ein Auditorium und ein Museum, das 1997 errichtet wurde. Zudem gibt es hier zwei Denkmäler zur Erinnerung an den Völkermord an den Armeniern.